# Motard

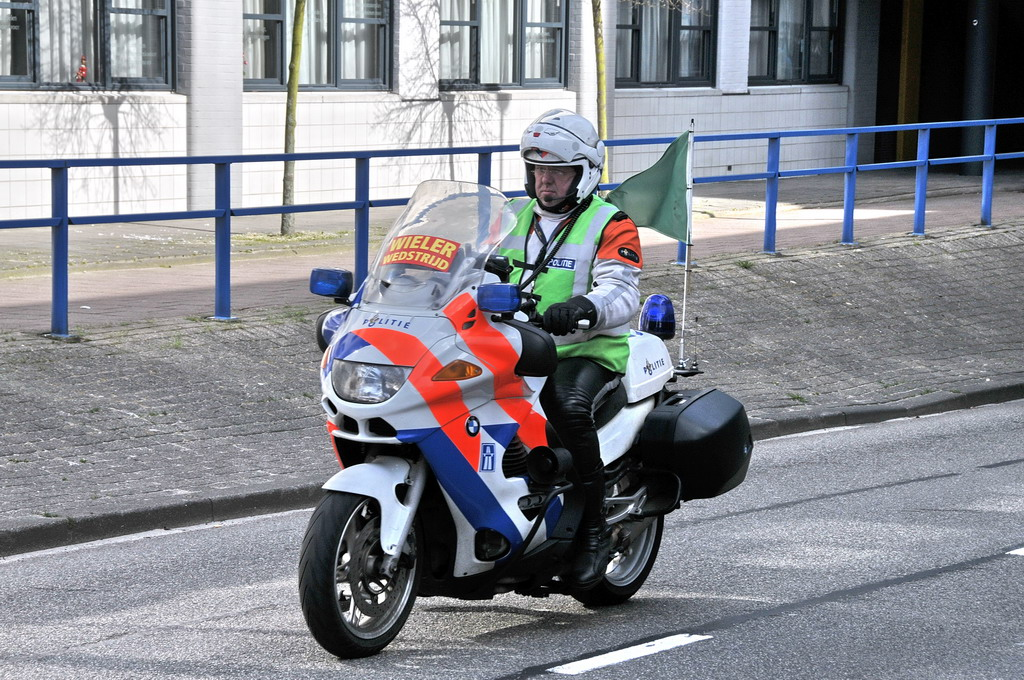
Politiemotor met bordje "wielerwedstrijd" tijdens de Ronde van het Groene Hart 2009

Motard is eigenlijk Frans voor motorrijder. Het woord wordt in Nederland en Vlaanderen meestal gebruikt om de motorrijders aan te duiden die de persmotoren bij sportwedstrijden besturen (wielrennen, marathon, schaatsen op natuurijs).
Motards worden meestal uitgenodigd door de pers (radio, tv, krant) om een journalist of cameraman te vervoeren. Ook voor de begeleiding van wegwedstrijden worden motards gebruikt. Bij grote internationale evenementen worden deze meestal geleverd door een politiekorps, maar bij nationale wedstrijden worden particuliere motorrijders uitgenodigd.